# In Keeping Secrets of Silent Earth: 3
In Keeping Secrets of Silent Earth: 3 ist das zweite Studioalbum der US-amerikanischen Progressive-Rock-Band Coheed and Cambria. Es erzählt den dritten Teil des Bandkonzepts The Amory Wars und erschien im Oktober 2003 bei Equal Vision Records und Columbia Records.

## Entstehung und Veröffentlichung
Dem Debütalbum The Second Stage Turbine Blade folgten zahlreiche Konzerte in den USA. Das zweite Album wurde in Woodstock, New York aufgenommen. Als Gastmusiker waren Danny Louis (Keyboard), Avalon Peacock, Julia Nichols und Rachel Havens (alle Gesang) beteiligt. Ab Mai 2010 wurde der auf dem Album vertonte dritte Teil der Science-Fiction-Saga The Amory Wars als Comicreihe veröffentlicht.

## Titelliste
1. The Ring in Return – 2:07
2. In Keeping Secrets of Silent Earth: 3 – 8:14
3. Cuts Marked in the March of Men – 5:01
4. Three Evils (Embodied in Love and Shadow) – 5:09
5. The Crowing – 6:36
6. Blood Red Summer – 4:05
7. The Camper Velourium I: Faint of Hearts – 5:21
8. The Camper Velourium II: Backend of Forever – 5:23
9. The Camper Velourium III: Al the Killer – 4:15
10. A Favor House Atlantic – 3:55
11. The Light & The Glass – 9:39
12. 21:13 – 9:47

Die drei Teile von The Camper Velourium hießen auf der Erstpressung The Velourium Camper.

## Stil
Coheed and Cambria spielen auf dem Album modernen und geradlinigen Progressive Rock mit Einflüssen aus dem Glam Rock, Hard Rock und Heavy Metal der 1970er Jahre sowie aus modernen Spielarten des Alternative Rock, Progressive Metal, Emo und Post-Hardcore. Es werden gelegentlich Vergleiche zu Bands wie Queen, T. Rex, The Cars, Thin Lizzy, Rush, Jets to Brazil und The Mars Volta gezogen. Die Melodien sind eingängig und haben oft Pop-Appeal, der Gesang ist hoch.

## Rezeption
Das Album wurde von der Presse positiv aufgenommen, erreichte Platz 52 in den US-amerikanischen Charts und wurde von der RIAA mit einer Goldenen Schallplatte ausgezeichnet. David Serra von Allmusic kritisiert zwar, die Band habe ihr Ziel, ein episches Album zu schaffen, verfehlt. Christian Rode von den Babyblauen Seiten findet jedoch, „[d]ie Scheibe rockt absolut cool“ und hat daran „nichts auszusetzen“. Peter Kubaschk von powermetal.de empfiehlt In Keeping Secrets of Silent Earth: 3 „einfach allen Freunden von neuen, spannenden Alben, die im eigentlichen Sinne des Wortes progressiv und etwas wahrhaft Neues sind. Und diese dürften dann schon bald von der Faszination dieses Albums gefangen sein. Großartig.“ Das eclipsed-Magazin nahm das Album in seine Liste der Progmetal-Meilensteine auf.